# FK Berane
Der FK Berane ist ein 1920 in der Stadt Berane im Nordosten Montenegros gegründeter Fußballverein.

## Geschichte
Der FK Berane spielte seit seiner Anfangszeit bis zur Unabhängigkeit Montenegros stets in der jugoslawischen, später Serbisch-montenegrinischen, Zweiten oder Dritten Liga. In der Premierensaison der Prva Crnogorska Liga durfte der FK Berane antreten, stieg allerdings als letzter sogleich in die Druga Crnogorska Liga ab. In der Saison 2008/09 stieg man erneut aus dem montenegrinischen Unterhaus auf, konnte sich dort allerdings wieder nur ein Jahr halten, sodass man in der Saison 2009/10 wieder abstieg. In der Folgesaison gelang der erneute Aufstieg durch die Playoffs gegen den FK Mornar Bar, nur bezwang ebendieser den FK Berane in der Relegation zur Prva Crnogorska Liga 2012/13 wieder, sodass Berane 2012/13 in der Druga Crnogorska Liga antritt.

## Erfolge
- Meister der Druga Crnogorska Liga 2012/13